# Türkiye Kupası 1981/82
Die Türkiye Kupası 1981/82 war die 20. Auflage des türkischen Fußball-Pokalwettbewerbes. Der Wettbewerb begann am 23. September 1981 mit der 1. Hauptrunde und endete am 26. Mai 1982 mit dem Rückspiel des Endspiels. Im Endspiel trafen Galatasaray Istanbul und MKE Ankaragücü aufeinander. Galatasaray nahm zum neunten Mal am Finale teil und Ankaragücü zum vierten Mal.
Galatasaray gewann den Pokal zum siebten Mal. Sie besiegten Ankaragücü im Hinspiel 3:0 und verloren im Rückspiel 2:1.

## 1. Hauptrunde
Hinspiele: 23. September 1981
Rückspiele: 30. September 1981
|                          | Gesamt |                         | Hinspiel | Rückspiel |
| ------------------------ | ------ | ----------------------- | -------- | --------- |
| Tophane Tayfun           | 4:3    | Çanakkalespor (II)      | 2:0      | 2:3       |
| Niğdegücü                | [1]0:6 | Konya Demirspor         | 0:3      | 0:3       |
| Ankara DSİ Spor          | :      | Sakarya Karadenizspor   | 1:0      | :         |
| Babaeskispor             | :      | Erdekspor               | 3:1      | :         |
| Batman Petrolspor        | :      | Muş İdman Yurdu         | 4:0      | :         |
| Çankırı Demirspor        | :      | TKİ Tavşanlı Linyitspor | 2:3      | :         |
| Çorumgücü                | :      | Sivas Çimentospor       | 0:1      | :         |
| Erzincan Kızılay Gençlik | :      | Bayburtspor             | 2:2      | :         |
| Eskişehir Havagücü       | :      | Kırşehir Karıncalıspor  | 7:1      | :         |
| Gaziantep Akyol Gençlik  | :      | Malatya Demirspor       | 4:0      | :         |
| Giresun Seka Aksuspor    | :      | Rizespor                | 2:0      | :         |
| İskenderunspor (II)      | :      | Adıyaman Gençlik        | 5:0      | :         |
| Muğlaspor                | :      | Antalyaspor (II)        | 1:2      | :         |
| Nevşehir Kalespor        | :      | Mersin Türkocağı        | 1:3      | -         |
| Yeni Salihlispor         | :      | Uşak Gençlerbirliği     | 3:0      | :         |
| Vanspor                  | :      | Palandökenspor          | 1:2      | :         |
| Yozgatspor               | :      | Sinopspor               | 4:0      | :         |

- In der 1. Hauptrunde nahmen 53 Mannschaften teil.
- Adana Demirspor (II), YSE Kocatepe, Ağrıspor, Altay Izmir (II), Amasyaspor, Bozüyükspor, Çine Madranspor, Çorluspor, Denizlispor (II), Gölcükspor, Artvin Hopaspor, Kahramanmaraş Gençlik, Kayserispor (II), Mardin Sağlıkspor, Sümer Soyaspor, Tokatspor (II), Urfa Kendirgücü erhielten ein Freilos und waren automatisch für die 2. Hauptrunde qualifiziert.

## 2. Hauptrunde
Hinspiele: 14. Oktober 1981
Rückspiele: 21. Oktober 1981
|                         | Gesamt          |                         | Hinspiel | Rückspiel |
| ----------------------- | --------------- | ----------------------- | -------- | --------- |
| Mersin Türkocağı        | 3:4             | Ceyhanspor              | 3:2      | 0:2       |
| Hasköyspor              | 0:3             | Taksim SK               | 0:0      | 0:3       |
| Yedikule Gençlik SK     | (a)2:2(a)       | Eyüpspor                | 2:2      | 0:0       |
| Altay Izmir             | 0:1             | Çanakkale Dardanelspor  | 0:0      | 0:1       |
| Altınordu Izmir         | 10:00           | İzmir Demirspor         | 5:0      | 5:0       |
| Eskişehir Havagücü      | 3:1             | Ankara Demirspor        | 0:0      | 3:1       |
| Feriköyspor             | 1:0             | Süleymaniye Sirkeci     | 1:0      | 0:0       |
| Galata SK               | 3:3 (5:4 i. E.) | Babaeskispor            | 2:1      | 1:2       |
| Abidinpaşa Barbaros     | 4:3             | Hacettepe               | 4:2      | 0:1       |
| Şekerspor               | 4:0             | PTT                     | 1:0      | 3:0       |
| Vefa SK                 | 4:1             | Yeşildirek              | 1:0      | 3:1       |
| Adana Demirspor         | 6:2             | Gaziantep Akyol Gençlik | 2:0      | 4:2       |
| Afyon YSE Kocatepe      | 01:12           | Antalyaspor             | 1:6      | 0:6       |
| Sebat Gençlik           | 4:1             | Soyaspor Gençlik        | 3:0      | 1:1       |
| Antalyaspor (II)        | 1:4             | Yeni Ereğlispor         | 1:1      | 0:3       |
| Balıkesirspor           | 3:4             | Muğlaspor               | 2:2      | 1:2       |
| Bandırmaspor            | 2:4             | İzmirspor               | 2:1      | 0:3       |
| Batman Petrolspor       | :               | Ağrıspor                | 5: 0     | :         |
| Bayburtspor             | 3:4             | Giresunspor             | 3:2      | 0:2       |
| Burdurspor              | 3:1             | Kütahyaspor             | 3:0      | 0:1       |
| Rizespor                | (a)2:2(a)       | Giresun Seka Aksuspor   | 2:1      | 0:1       |
| Çorluspor               | 2:3             | Alibeyköyspor           | 1:0      | 1:3       |
| Denizlispor             | 3:1             | Ispartaspor             | 0:0      | 1:3       |
| Düzcespor               | 1:0             | Kardemir Karabükspor    | 1:0      | 0:0       |
| Elazığspor              | 10:00           | Eskişehir Sağlıkspor    | 8:0      | 2:0       |
| Eskişehir Demirspor     | 2:4             | Sakarya Karadenizspor   | 2:1      | 0:3       |
| Gençlerbirliği Ankara   | 3:0             | Sitespor                | 1:0      | 2:0       |
| İstanbulspor            | 5:1             | Gölcükspor              | 3:0      | 2:1       |
| Kahramanmaraş Gençlik   | :               | Şanlıurfa Kendirgücü    | 2:0      | :         |
| Karşıyaka SK            | 2:0             | Manisaspor              | 2:0      | 0:0       |
| Kasımpaşa Istanbul      | (a)2:2(a)       | Tophane Tayfun          | 0:0      | 2:2       |
| Kayserispor (II)        | 0:7             | İskenderunspor          | 0:5      | 0:2       |
| Lüleburgazspor          | 2:1             | Beykozspor              | 2:0      | 0:1       |
| Malatyaspor             | 1:0             | Kayserispor             | 0:0      | 1:0       |
| Mardinspor              | 7:1             | Erzincanspor            | 2:0      | 5:1       |
| MKE Kırıkkalespor       | :               | Yozgatspor              | 1:0      | :         |
| Nevşehirspor            | 2:3             | İskenderunspor (II)     | 1:0      | 1:3       |
| Orduspor                | 11:40           | Artvin Hopaspor         | 9:2      | 2:2       |
| Ödemişspor              | 6:0             | Çine Madranspor         | 2:0      | 4:0       |
| Palandökenspor          | 00:10           | Erzurumspor             | 0:2      | 0:8       |
| Petrol Ofisi SK         | 8:3             | Kırşehirspor            | 6:0      | 2:3       |
| Samsunspor              | 8:0             | Tokatspor (II)          | 4:0      | 4:0       |
| Sarıyer SK              | 9:3             | Davutpaşa SK            | 7:2      | 2:1       |
| Sivas Çimentospor       | :               | Amasyaspor              | 4:1      | :         |
| Tarsus İdman Yurdu      | 0:2             | Mersin İdman Yurdu      | 0:0      | 0:3       |
| TKİ Tavşanlı Linyitspor | 0:5             | Konya Demirspor         | 0:2      | 0:3       |
| Tekirdağspor            | 1:3             | Beylerbeyi SK           | 1:2      | 0:1       |
| Tirespor                | 1:0             | Ülküspor                | 1:0      | 0:0       |
| Konyaspor               | 3:1             | Bursaspor               | 0:0      | 3:1       |
| Uşakspor                | 2:0             | Denizlispor (II)        | 2:0      | 0:0       |
| Üsküdar Anadolu         | (a)2:2(a)       | Fatih Karagümrük SK     | 2:1      | 0:1       |
| Yeşilova SK             | (a)5:5(a)       | Yeni Salihlispor        | 4:2      | 1:3       |

- Bozüyükspor erhielt ein Freilos und war automatisch für die 3. Hauptrunde qualifiziert.
- Bei den folgenden Paarungen sind die Endergebnisse nicht bekannt:
  - Amasyaspor (II) – Tokatspor.
  - Kastamonuspor – Çorumspor.
  - Çorumspor – Kastamonuspor.
  - Kahramanmaraş Gençlik – Urfa Kendirgücü.
  - Kırıkkalespor – Bozokspor.
- Amasyaspor (II), Kastamonuspor, Çorumspor, Kahramanmaraş Gençlik und Kırıkkalespor qualifizierten sich für die nächste Runde.

## 3. Hauptrunde
Hinspiele: 4. November 1981
Rückspiele: 11. November 1981
|                       | Gesamt    |                        | Hinspiel | Rückspiel |
| --------------------- | --------- | ---------------------- | -------- | --------- |
| Galata SK             | 3:2       | Beylerbeyi SK          | 3:2      | 0:0       |
| Yeni Ereğlispor       | 1:5       | İskenderunspor         | 1:2      | 0:3       |
| Feriköy SK            | 1:2       | Eyüpspor               | 1:2      | 0:0       |
| Taksim SK             | 0:3       | Kasımpaşa Istanbul     | 0:2      | 0:1       |
| Sebat Gençlik         | 0:3       | Orduspor               | 0:1      | 0:2       |
| Batman Petrolspor     | 7:2       | Kahramanmaraş Gençlik  | 5:1      | 2:1       |
| Çorumspor             | 2:3       | Giresunspor            | 1:0      | 1:3       |
| Giresun Seka Aksuspor | 3:4       | Samsunspor             | 2:2      | 1:2       |
| Malatyaspor           | (a)3:3(a) | Erzurumspor            | 3:2      | 0:1       |
| Mardinspor            | 3:5       | Elazığspor             | 1:0      | 2:5       |
| Sivas Çimentospor     | 1:7       | Tokatspor              | 1:1      | 0:6       |
| İskenderunspor (II)   | 0:1       | Ceyhanspor             | 0:1      | 0:0       |
| Mersin İdman Yurdu    | 4:2       | Konya Demirspor        | 2:0      | 2:2       |
| Konyaspor             | 9:1       | Adana Demirspor (II)   | 6:1      | 3:0       |
| Bozüyükspor           | 0:5       | Petrol Ofisi SK        | 0:3      | 0:2       |
| Eskişehir Havagücü    | 5:0       | Şekerspor              | 2:0      | 3:0       |
| MKE Kırıkkalespor     | (a)3:3(a) | Düzcespor              | 3:1      | 0:2       |
| Sakarya Karadenizspor | 1:8       | Gençlerbirliği Ankara  | 0:3      | 1:5       |
| Uşakspor              | 3:4       | Hacettepe SK           | 2:2      | 1:2       |
| Antalyaspor           | 2:1       | Muğlaspor              | 1:0      | 1:1       |
| İstanbulspor          | 2:4       | Alibeyköyspor          | 2:2      | 0:2       |
| Karşıyaka SK          | (a)2:2(a) | Burdurspor             | 1:0      | 1:2       |
| Kırklarelispor        | 4:7       | Fatih Karagümrük SK    | 3:3      | 1:4       |
| Lüleburgazspor        | 2:0       | Vefa Istanbul          | 1:0      | 1:0       |
| Ödemişspor            | 3:5       | Altınordu Izmir        | 1:1      | 2:4       |
| Yeni Salihlispor      | 1:5       | Denizlispor            | 1:2      | 0:3       |
| Sarıyer SK            | 2:1       | Çanakkale Dardanelspor | 2:0      | 0:1       |
| Tirespor              | 0:3       | İzmirspor              | 0:1      | 0:2       |

## 4. Hauptrunde
Hinspiele: 25. November 1981
Rückspiele: 2. Dezember 1981
|                    | Gesamt    |                       | Hinspiel | Rückspiel |
| ------------------ | --------- | --------------------- | -------- | --------- |
| İzmirspor          | 2:3       | Antalyaspor           | 1:2      | 1:1       |
| Ceyhanspor         | (a)2:2(a) | Mersin İdman Yurdu    | 1:2      | 1:0       |
| Denizlispor        | 4:2       | Eskişehir Havagücü    | 1:1      | 3:1       |
| Elazığspor         | 5:1       | Batman Petrolspor     | 2:1      | 3:0       |
| Erzurumspor        | (a)1:1(a) | Orduspor              | 1:1      | 0:0       |
| Samsunspor         | 2:1       | Giresunspor           | 1:1      | 1:0       |
| Tokatspor          | 3:2       | Gençlerbirliği Ankara | 2:1      | 1:1       |
| Düzcespor          | (a)2:2(a) | Fatih Karagümrük SK   | 1:0      | 1:2       |
| Petrol Ofisi SK    | 2:0       | Hacettepe SK          | 1:0      | 1:0       |
| Eyüpspor           | 1:2       | Galata SK             | 1:0      | 0:2       |
| Karşıyaka SK       | 3:2       | Altınordu Izmir       | 0:0      | 3:2       |
| Kasımpaşa Istanbul | 1:1       | Alibeyköyspor         | 1:1      | 0:0       |
| Sarıyer SK         | 6:1       | Lüleburgazspor        | 5:1      | 1:0       |

## 5. Hauptrunde
Hinspiele: 23., 24., 25. Februar, und 3. März  1982
Rückspiele: 3. und 10. März 1982
|                      | Gesamt    |               | Hinspiel | Rückspiel |
| -------------------- | --------- | ------------- | -------- | --------- |
| Galatasaray Istanbul | 4:2       | Eskişehirspor | 2:1      | 2:1       |
| Elazığspor           | 1:2       | Kocaelispor   | 1:1      | 0:1       |
| Trabzonspor          | 3:0       | Boluspor      | 1:0      | 2:0       |
| Adanaspor            | 1:2       | Antalyaspor   | 1:2      | 0:0       |
| Mersin İdman Yurdu   | [1]4:0    | Sarıyer SK    | 1:0      | [1]3:0    |
| Samsunspor           | (a)2:2(a) | Karşıyaka SK  | 1:0      | 1:2 n. V. |
| Tokatspor            | 2:1       | Galata        | 1:0      | 1:1       |
| Diyarbakırspor       | 3:2       | Alibeyköyspor | 1:0      | 2:2       |
| Düzcespor            | 3:1       | Zonguldak     | 1:0      | 2:1       |
| Petrol Ofisi SK      | 1:4       | Bursaspor     | 0:3      | 1:1       |
| Konyaspor            | 2:6       | Orduspor      | 1:3      | 1:3       |
| Beşiktaş Istanbul    | 2:1       | Sakaryaspor   | 2:0      | 0:1       |
| Göztepe Izmir        | 2:4       | Gaziantepspor | 0:0      | 2:4       |
| Fenerbahçe Istanbul  | 4:2       | Denizlispor   | 4:0      | 0:2       |
| Adana Demirspor      | 2:3       | Altay Izmir   | 0:1      | 2:2       |

## 6. Hauptrunde
Hinspiele: 17. und 18. März 1982
Rückspiele: 24. März 1982
MKE Ankaragücü war als Titelverteidiger automatisch für die 6. Hauptrunde qualifiziert.
|                      | Gesamt          |                     | Hinspiel | Rückspiel |
| -------------------- | --------------- | ------------------- | -------- | --------- |
| Samsunspor           | 1:0             | Mersin İdman Yurdu  | 0:0      | 1:0       |
| Düzcespor            | (a)2:2(a)       | Diyarbakırspor      | 2:1      | 0:1       |
| Trabzonspor          | 2:1             | Altay Izmir         | 1:0      | 1:1       |
| Bursaspor            | 2:0             | Tokatspor           | 1:0      | 1:0       |
| Galatasaray Istanbul | 2:0             | Antalyaspor         | 1:0      | 1:0       |
| Gaziantepspor        | 1:4             | Fenerbahçe Istanbul | 1:0      | 0:4       |
| Kocaelispor          | 3:2             | Orduspor            | 2:1      | 1:1       |
| Beşiktaş Istanbul    | 1:1 (2:4 i. E.) | Ankaragücü          | 1:0      | 0:1       |

## Viertelfinale
Hinspiele: 7. April 1982
Rückspiele: 14. April 1982
|                      | Gesamt |                     | Hinspiel | Rückspiel |
| -------------------- | ------ | ------------------- | -------- | --------- |
| Trabzonspor          | 1:2    | MKE Ankaragücü      | 1:1      | 0:1       |
| Samsunspor           | 2:4    | Bursaspor           | 0:2      | 2:2       |
| Galatasaray Istanbul | 4:2    | Fenerbahçe Istanbul | 2:0      | 2:2       |
| Kocaelispor          | 1:1    | Diyarbakırspor      | 1:1      | 0:0       |

## Halbfinale
Hinspiele: 28. April 1982
Rückspiele: 5. Mai 1982
|                      | Gesamt |                | Hinspiel | Rückspiel |
| -------------------- | ------ | -------------- | -------- | --------- |
| Galatasaray Istanbul | 2:1    | Bursaspor      | 2:1      | 0:0       |
| MKE Ankaragücü       | 4:3    | Diyarbakırspor | 4:1      | 0:2       |

## Finale

### Hinspiel
| Paarung              | Galatasaray Istanbul – MKE Ankaragücü |
| Ergebnis             | 3:0 (2:0) |
| Datum                | 19. Mai 1982 um 15:00 Uhr |
| Stadion              | Ali Sami Yen Stadyumu, Istanbul |
| Schiedsrichter       | İhsan Türe |
| Tore                 | 1:0 Sinan Turhan (28.) 2:0 Tarik Hodžić (37.) 3:0 Bülent Alkılıç (58.) |
| Galatasaray Istanbul | Eser Özaltındere – Murat İnan, Sefer Karaer, Raşit Çetiner, Fettah Dindar, Ali Çoban – Cengiz Yazıcıoğlu, Ayhan Akbin, Tarik Hodžić, Bülent Alkılıç – Sinan Turhan Cheftrainer: Özkan Sümer                         |
| MKE Ankaragücü       | Adil Eriç – İskender Atasoy (59. Cemal Karagöz), Fuat Akyüz, Haluk Kargın, İhsan Kavak – Hikmet Hancıoğlu, Alper Timur, Nazmi Erdenerin – Mehmet Şahin, Halil İbrahim Eren, Erhan Eloğlu Cheftrainer: Yılmaz Gökdel |
| Gelbe Karten         | Sefer Karaer – Nazmi Erdenerin |

### Rückspiel
| Paarung              | MKE Ankaragücü – Galatasaray Istanbul |
| Ergebnis             | 2:1 (1:1) |
| Datum                | 26. Mai 1982 um 15:00 Uhr |
| Stadion              | Ankara 19 Mayıs Stadyumu, Ankara |
| Schiedsrichter       | Sadık Deda |
| Tore                 | 0:1 Tarik Hodžić (3.) 1:1 Halil İbrahim Eren (32., Elfmeter) 2:1 Halil İbrahim Eren (85., Elfmeter) |
| MKE Ankaragücü       | Adil Eriç – İhsan Kavak, İskender Atasoy, Haluk Kargın, Hikmet Hancıoğlu – Fuat Akyüz, Nazmi Erdenerin, Alper Timur, Cemal Karagöz (46. Niyazi Salur) – Halil İbrahim Eren, Mehmet Şahin Cheftrainer: Yılmaz Gökdel |
| Galatasaray Istanbul | Eser Özaltındere – Fettah Dindar, Murat İnan, Raşit Çetiner, Sefer Karaer – Fatih Terim, Cengiz Yazıcıoğlu, Sinan Turhan – Bülent Alkılıç, Ayhan Akbin (61. Mustafa Turgat), Tarik Hodžić Cheftrainer: Özkan Sümer  |
| Gelbe Karten         | Fuat Akyüz, İhsan Kavak, Mehmet Şahin – keine |

## Beste Torschützen
| Rang | Spieler            | Verein               | Tore |
| ---- | ------------------ | -------------------- | ---- |
| 01.  | Tarik Hodžić       | Galatasaray Istanbul | 5    |
| 02.  | Demir Ener         | Düzcespor            | 4    |
| 02.  | Mahmut Kılıç       | Orduspor             | 4    |
| 02.  | Bahtiyar Yorulmaz  | Fenerbahçe Istanbul  | 4    |
| 05.  | Ayhan Akbin        | Galatasaray Istanbul | 3    |
| 05.  | Recai Çiçek        | Diyarbakırspor       | 3    |
| 05.  | Halil İbrahim Eren | MKE Ankaragücü       | 3    |
| 05.  | Arif Güney         | Orduspor             | 3    |
| 05.  | Reşit Kaynak       | Diyarbakırspor       | 3    |
| 10.  | Metin Yıldız       | Galatasaray Istanbul | 2    |